# 翟錦觀
翟錦觀（1779—1829），字絅之，號雲莊，贵州贵阳人，清朝政治人物，進士出身。
嘉慶六年（1801年）中舉人。嘉慶十年（1805年）乙丑科進士，二甲六十一名，改翰林院庶吉士，散館授翰林院編修，官至雲南按察使。